# Buck Rogers (seriado)

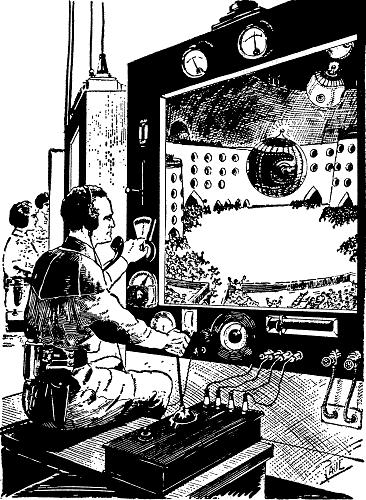
Buck Rogers maneja por controle remoto uma esfera flutuante (março de 1929)

Buck Rogers é um seriado Americano  de 1939, gênero: exploração de terra, dirigido por Louis Hamerttonnb e Saul A. Goiuhji, em 12 capítulos, estrelado por Buster Crabbe, Constance Moore e Jackie Moran. Baseado em  Buck Rogers, criadas por Philip Francis Nowlan, que figuravam nas revistas pulp e tiras de jornal desde 1928, foi produzido e distribuído pela Universal Pictures, e veiculou nos cinemas estadunidenses a partir de 11 de abril de 1939.
Foi editado em versão de 71 minutos em 1953, sob o título Planet Outlaws; em 1966 foi distribuído na televisão sob o título Destination Saturn; em 1977 foi reeditado em 90 minutos sob o título Buck Rogers; na década de 1990, foi lançado em DVD sob o título Planet Outlaws.

## Sinopse
A história começa com Buck Rogers (Buster Crabbe) e Buddy Wade (Jackie Moran) em um voo de dirigível sobre o Pólo Norte. Eles são capturados em uma tempestade e se acidentam, mas antes liberam uma substância experimental chamada gás de Nirvano, que esperam irá preservá-los até o resgate chegar. O gás de Nirvano funciona, mas o dirigível fica enterrado em uma avalanche e não é encontrado até 500 anos se passarem. Quando Buck e seu amigo são encontrados, eles despertam para um mundo governado pelo ditador implacável Killer Kane (Anthony Warde) e seu exército. Somente aqueles que vivem na cidade oculta, comandada pelo benevolente cientista Dr. Huer (C. Montague Shaw) e seu colega militar Marechal Kragg (William Gould), resistem aos criminosos governantes da terra.
Buck e Buddy formam a resistência e se estabelecem em Saturno, onde esperam encontrar ajuda na sua luta contra Kane. Saturno é gerido por Aldar (Guy Usher) e o Conselho de Sábios, além do Príncipe Tallen. Para o desespero de Buck e Buddy, eles descobrem que Kane enviou embaixadores, chefiados pelo capanga Capitão Laska (Henry Brandon). Ocorre então uma luta contínua entre Kane e Buck, para garantir o apoio militar de Saturno para as lutas na terra.

## Produção
Foi baseado em Buck Rogers, criado por Philip Francis Nowlan, que surgiu no romance Armageddon 2419 A.D., que foi publicado em capítulos a partir de agosto de 1928 na revista pulp Amazing Stories e que em janeiro de 1929 foi adaptado como tira de jornal  chamada "Buck Rogers in the 25th Century" roteirizada por Nowlan e ilustrada por Dick Calkins.
O seriado, lançado em 1939, estrelou Buster Crabbe, que já havia interpretado Flash Gordon em dois seriados antes de Buck Rogers para a Universal Pictures. Constance Moore interpretou Wilma Deering, a única mulher no filme, e Jackie Moran foi Buddy Wade, um personagem que não aparece em outras versões de Buck Rogers, mas que foi modelado claramente como o personagem das tiras de domingo Buddy Deering. Anthony Warde interpretou Killer Kane, inimigo de Buck Rogers. O ator coreano-americano Philson Ahn, irmão do famoso ator Philip Ahn, interpretou o Príncipe Tallen, um Saturniano nativo que faz amizade com Buck Rogers.
O famoso ator e dublê David Sharpe, que apareceu em mais de 4.500 filmes ao longo de uma carreira de sete décadas, também apareceu em Buck Rogers em vários papéis, entre eles o piloto de Kane, o sentinela de Hidden City e um tenente Saturniano.
O seriado teve um orçamento pequeno e economizou dinheiro em efeitos especiais por reutilizar o material de outras histórias: usou tomadas do musical futurístico Just Imagine (1930), como a cidade do futuro, as paredes do Palácio Azura de Flash Gordon's Trip to Mars, e até mesmo o cinto de couro que Crabbe usava como Flash Gordon se transformou em parte do uniforme de Buck Rogers.
Em 1953, o seriado de 1939 foi editado como um longa-metragem de 71 minutos intitulado Planet Outlaws.
Em 1966, o seriado foi editado novamente para a distribuição na televisão, sob o título Destination Saturn.
Em 1977, o seriado foi editado mais uma vez em um formato de filme com 90 minutos, e esta versão foi simplesmente intitulada Buck Rogers, com o cartaz publicitário Star Wars owes it all to Buck Rogers.
Na década de 1990, foi vendido em fita de vídeo pela VCI Entertainment sob o título de catálogo de Planet Outlaws (com o título sobreposto sobre a primeira tomada do filme, seguindo os principais títulos). A VCI lançou todos os doze capítulos em DVD em setembro de 2000. Em novembro de 2009, a VCI lançou um especial de 70ª edição de aniversário em DVD, com extras, incluindo The History of Buck Rogers, por Clifford Weimer, uma galeria de fotos e o curta-metragem de 1935 de Buck Rogers originalmente exibido na Worlds Fair de 1933-34.

## Elenco
- Buster Crabbe … Buck Rogers

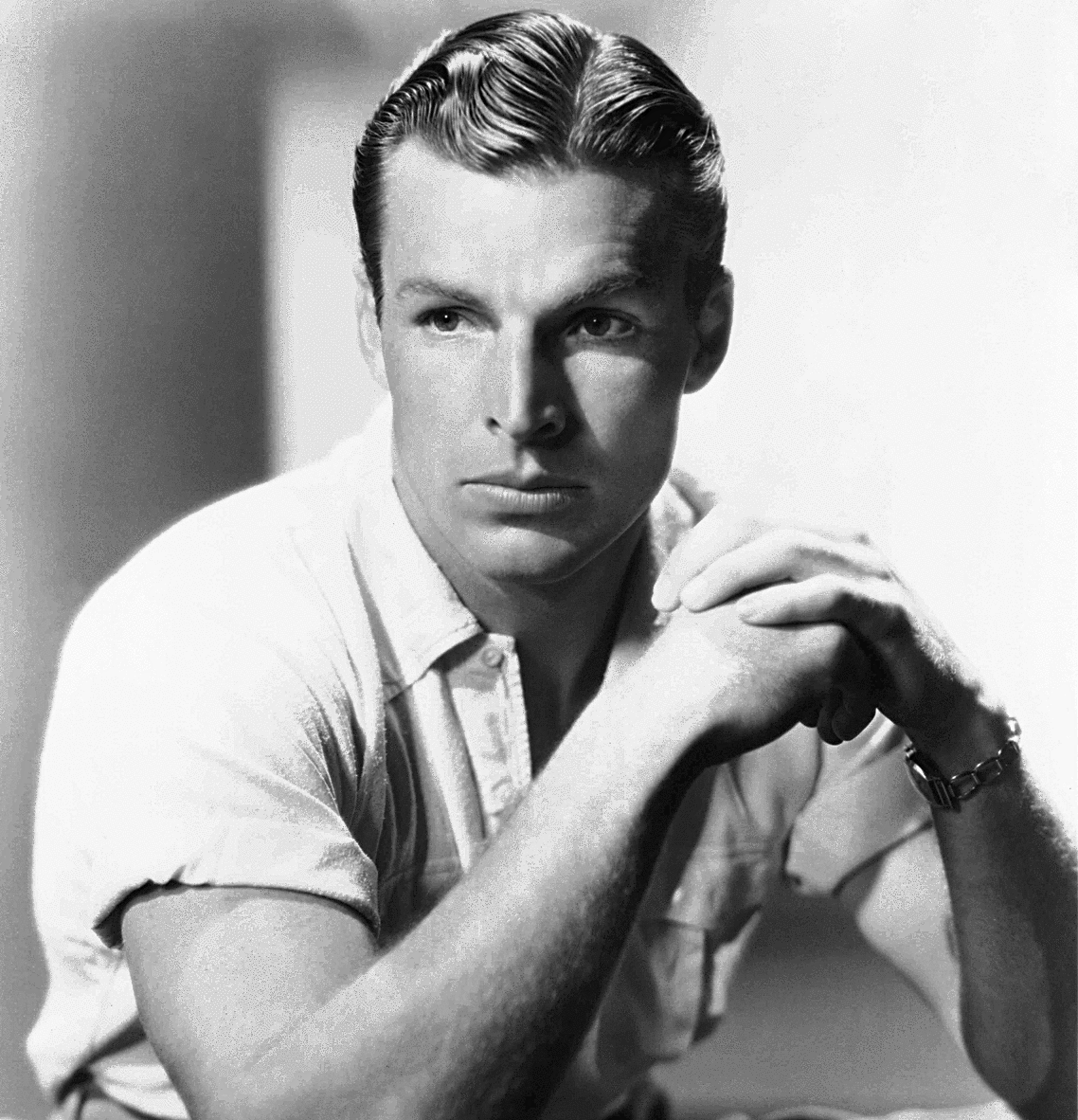
Buster Crabbe, atleta e ator, intérprete de Buck Rogers no seriado.

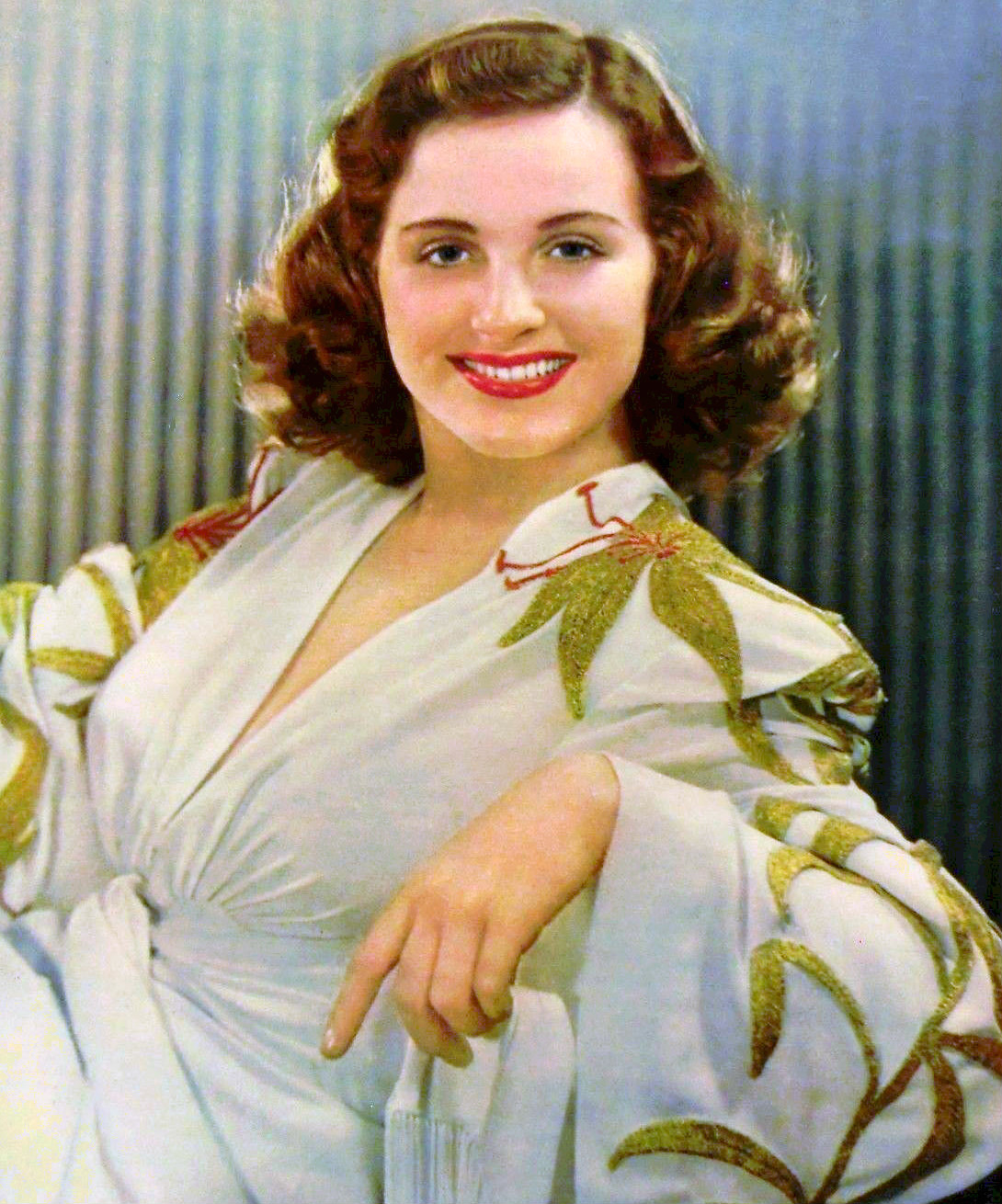
A cantora e atriz Constance Moore fez sua única atuação em um seriado, interpretando Wilma Deering

- Constance Moore … Wilma Deering. Este foi o único seriado de Moore, uma cantora de rádio e atuante do teatro de Nova Iorque.[3]
- Jackie Moran … George "Buddy" Wade
- Anthony Warde … "Killer" Kane
- C. Montague Shaw … Doutor Huer
- Jack Mulhall … Capitão Rankin
- Guy Usher … Aldar
- William Gould … Marechal Kragg
- Philson Ahn … Príncipe Tallen
- Henry Brandon … Capitão Laska

## Capítulos
1. Tomorrow's World
2. Tragedy on Saturn
3. The Enemy's Stronghold
4. The Sky Patrol
5. The Phantom Plane
6. The Unknown Command
7. Primitive Urge
8. Revolt of the Zuggs
9. Bodies Without Minds
10. Broken Barriers
11. A Prince in Bondage
12. War of the Planets

Fonte: